# تری اکونتانول
تری اکونتانول (به انگلیسی: Triacontanol) با فرمول شیمیایی C30H62O یک ترکیب شیمیایی است؛ که جرم مولی آن ۴۳۸٫۸۱ گرم بر مول می‌باشد.